# Ночь
„Нощ“ (на руски: Ночь) е песен на Давид Тухманов по текст на поета Владимир Маяковски. Изпълнява се от руския певец Николай Носков

## Създаване
В края на 1982 г. Давид Тухманов създава групата „Москва“. Автор е на почти всички песни които изпълнява. Солист е Николай Носков, който по-късно преминава в групата „Пеещо сърце“. Песента „Нощ“ е създадена по стихотворение на Владимир Маяковски и тъкмо с нея Николай Носков започва соловата си кариера. .

## Популярност
През 1984 г. песента е записана в студио и е представена в телевизионното шоу „Музикална кутия“. Режисьора Сергей Образцов я коментира в унищожителен статия и заявява:
„Надявам се, че още тази песен няма да звучи“.
Песента е официално забранена. За случая Давид Тухманов си спомня:
„Във вестника имаше бележка, където е написано-как може от тези свещени стихове да се направи поп песен ?“
По време на перестройката и след разпадането на Съветския съюз забраната е отменена. Николай Носков, който по това време е солист на групата „Горки парк“ я изпълнява епизодично. Песента се завръща в неговия репертоар след 28 години (2012). Записва я в соловата си албум „Без названия“. През 2013 г. телевизионната програма „Собственост на Република“ представя песните на Давид Тухманов, включително и „Нощ“.

## Текст
Любит? не любит? Я руки ломаю
и пальцы разбрасываю разломавши
так рвут загадав и пускают по маю
венчики встречных ромашек.
Море уходит вспять
море уходит спать
Как говорят инцидент исперчен
любовная лодка разбилась о быт
С тобой мы в расчете
И не к чему перечень
взаимных болей бед и обид.
Уже второй должно быть ты легла
В ночи Млечпуть серебряной Окою
Я не спешу и молниями телеграмм
Мне незачем тебя будить и беспокоить
как говорят инцидент исперчен
любовная лодка разбилась о быт
С тобой мы в расчете и не к чему перечень
взаимных болей бед и обид
Ты посмотри какая в мире тишь
Ночь обложила небо звездной данью
в такие вот часы встаешь и говоришь
векам истории и мирозданью.
Владимир Маяковски